# Acrotrichis grandicollis
Acrotrichis grandicollis ist ein Käfer aus der Familie der Zwergkäfer (Ptiliidae). 

## Merkmale
Die Käfer erreichen eine Körperlänge von 0,85 bis 1 Millimetern. Ihr Körper ist oberseits schwarz gefärbt und hat einen schwachen metallischen Schimmer. Der glänzende Halsschild ist nur unmerklich schwächer punktförmig strukturiert als die Deckflügel. Der Körper trägt an den Seiten drei Tasterborsten. Eine befindet sich am Seitenrand des Halsschildes, zwei an den Seiten der Deckflügel, die aber bei älteren Tieren meistens abgefallen sind. Die Fühler sind dunkelbraun, ihre ersten beiden Glieder sind rot. Die Beine sind rötlich gelb gefärbt.

## Vorkommen und Lebensweise
Die Art ist in der Paläarktis verbreitet. Sie ist in Mitteleuropa weit verbreitet und nicht selten. Man findet sie auch in hohen Lagen. Die Tiere leben vor allem unter Kot und Aas sowie unter faulendem Pflanzenmaterial. Auch unter Steinen kann man sie finden. 